# Tunnels routiers romains
Quelques rares exemplaires de tunnels routiers creusés du temps des Romains sont parvenus jusqu'à nous, ouvrages d'art beaucoup plus discrets que les très célèbres et très renommés ponts romains. L'usage est le même que le nôtre — il s'agit de faciliter le passage d'une route à travers une crête montagneuse —, mais la technique, le profil sont sensiblement différents de ceux que nous connaissons aujourd'hui. On peut distinguer au moins trois types d'ouvrages, en plus des passages de gorges, présents dans les diverses régions de l'Empire.

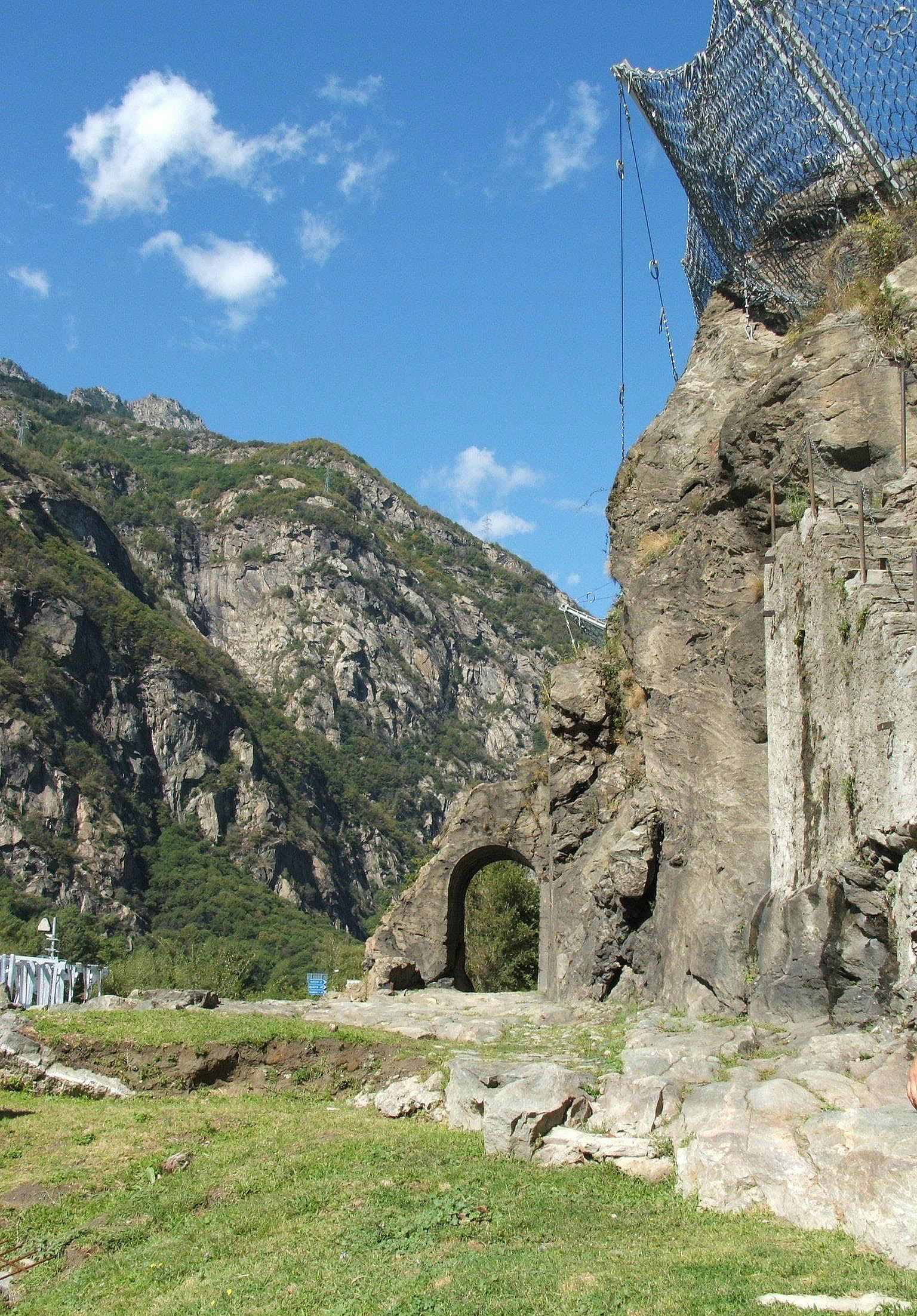
La voie romaine et la porte de Donnaz, près de Pont-Saint-Martin (Val-d'Aoste)

## La technique
Les techniques de perçage et de débitage des roches étaient bien connues des Romains, qui les pratiquaient couramment dans les galeries de mines et d'aqueducs. Ils avaient pour cela à leur disposition des outils de carriers — masses, pics, burins — en fer, très analogues à ceux que nous utilisons encore de nos jours.

## Les ouvrages

### Passage de gorges

#### Route du Grand-Saint-Bernard
La route du col du Grand-Saint-Bernard présente des vestiges d'un ancien tracé de voie romaine, avec tranchées, ponts et tunnels.

#### Portes de Fer et Tabula Trajana
Passage de gorge de la voie stratégique de Trajan sur une plate-forme de charpente en encorbellement au niveau des eaux du Danube.

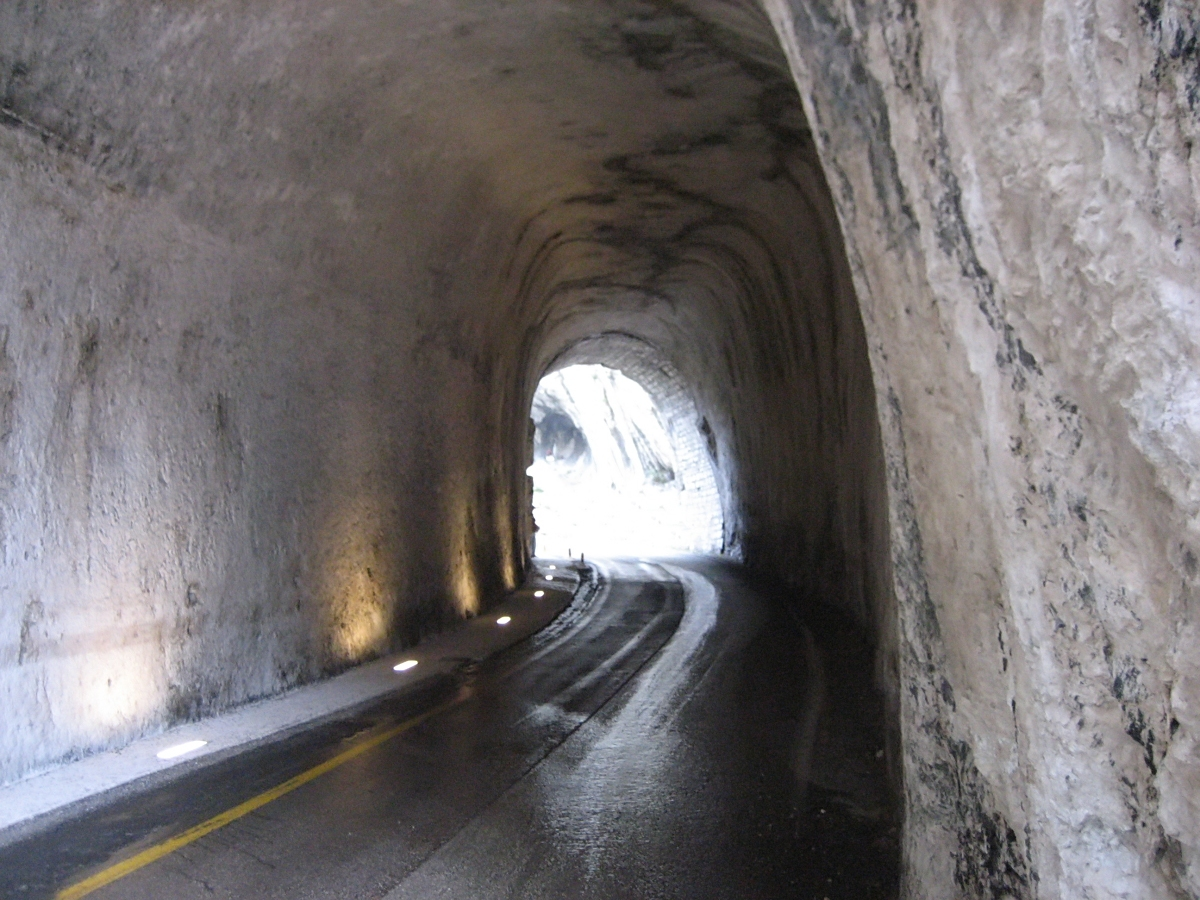
Tunnel romain du Furlo

#### Galleria del Furlo
Un tunnel creusé dans le calcaire de l'Apennin se distingue par sa longueur considérable de 38 m : c'est le tunnel du Furlo, sur la Via Flaminia, entre Rome et l'Adriatique. Il a un profil en courbe et date du règne de Vespasien.

### Saignées dans la masse rocheuse
Les ingénieurs romains ont souvent recours à des saignées pratiquées dans la roche pour pratiquer une ouverture dans un endroit resserré : on peut en observer des exemples spectaculaires à la sortie de la Porte de Donnas (ci-dessous), sur des sections de routes romaines dans le Jura, en particulier près de Poligny, et à bien plus grande échelle dans le passage de la Via Appia sous la falaise du temple de Jupiter Anxur à Terracine (Terracina).

### Tunnels courts
Il s'agit de sécuriser le passage de zones d'éboulements fréquents par des percements limités au pied des arêtes rocheuses.

#### Porte de Donnaz
45° 36′ 08″ N, 7° 45′ 40″ E
Le site de la Porte de Donnas, près du village de Donnas, à 2 km à l'ouest de Pont-Saint-Martin (Val-d'Aoste), présente une très belle section de voie romaine taillée dans le roc, avec une borne milliaire et une sorte de tunnel formant une porte, sur une longueur de quelques mètres.

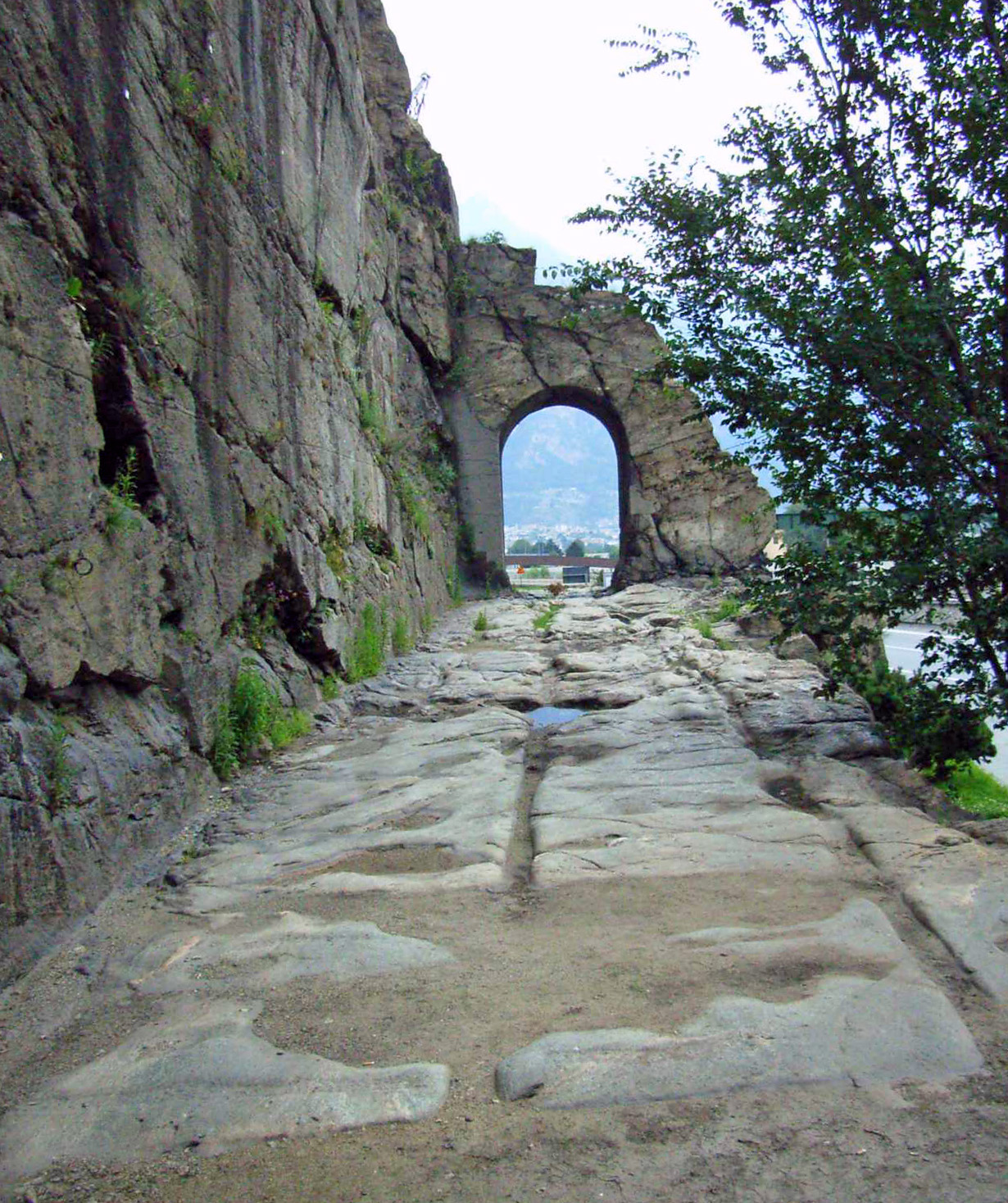
Porte de Donnaz
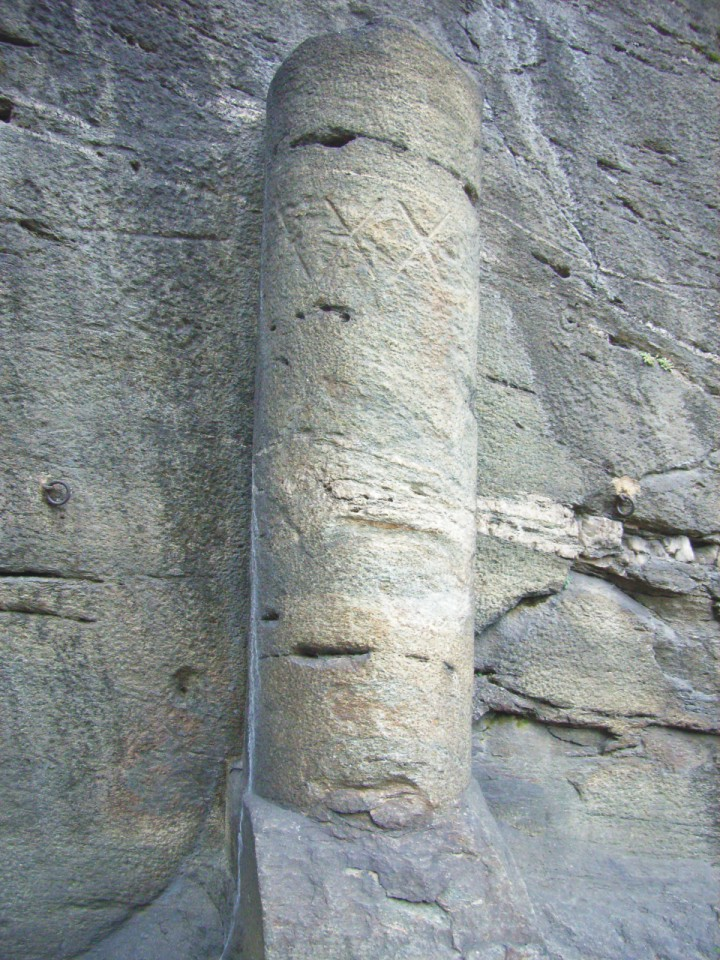
Milliaire, près de la porte de Donnaz

#### Porte taillée, à Besançon
47° 13′ 43″ N, 6° 02′ 18″ E

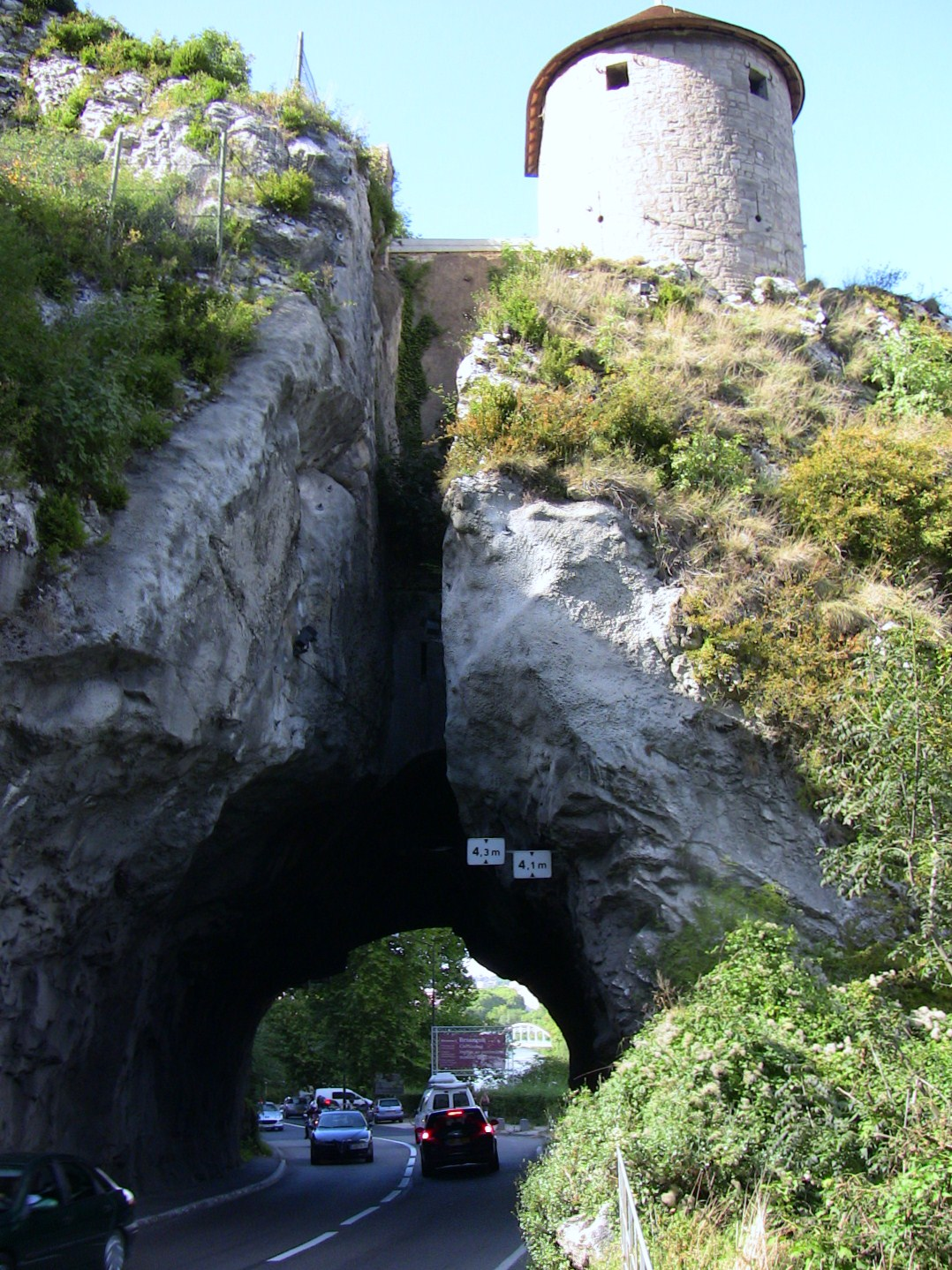
Porte taillée, à Besançon

La Porte taillée de Besançon, probablement d'époque romaine, traverse un éperon rocheux en contrebas de la citadelle, sur une route qui conduit vers la Suisse.

#### Pierre-Pertuis

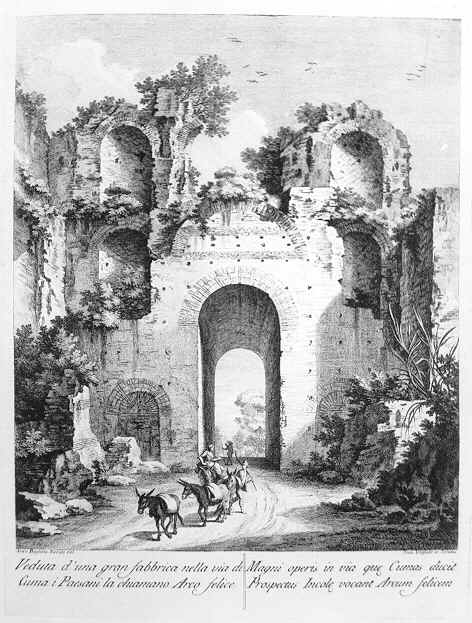
Arco Felice

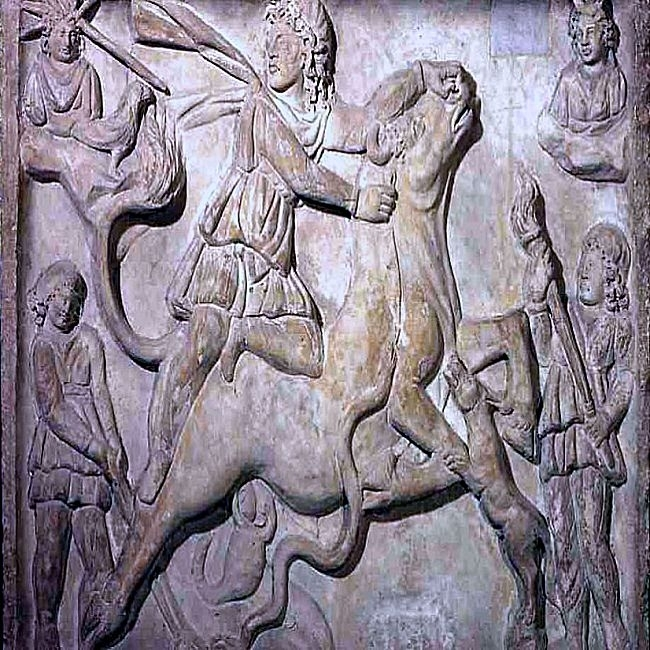
Crypta Neapolitana : bas-relief de Mithra

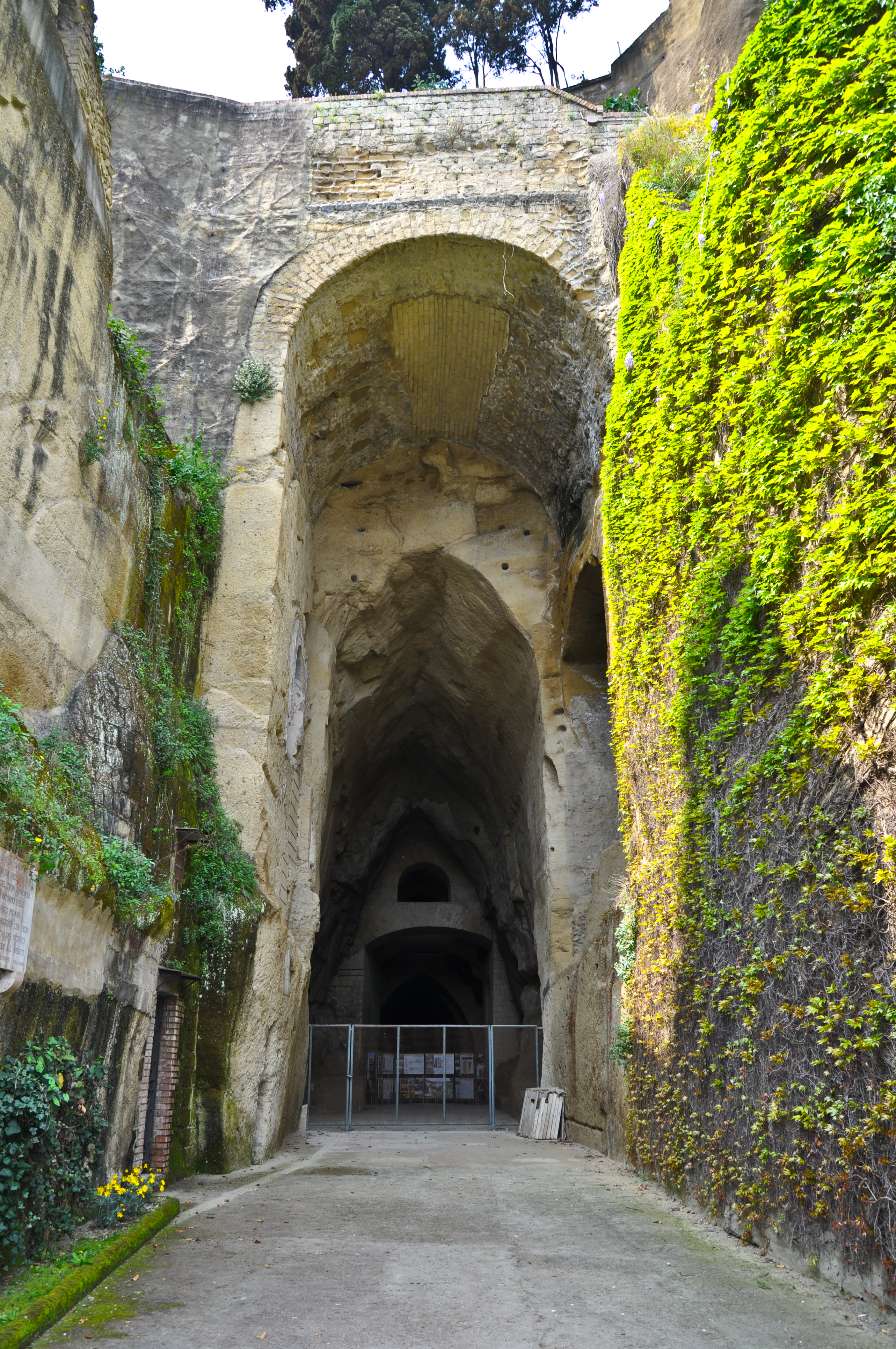
Crypta Neapolitana, côté Naples

47° 12′ 45″ N, 7° 11′ 42″ E
Le site du col de Pierre Pertuis (c'est-à-dire la roche percée), près de Bienne, Suisse, conserve un passage de voie romaine creusé dans la roche, formant une porte assez analogue à la précédente,.

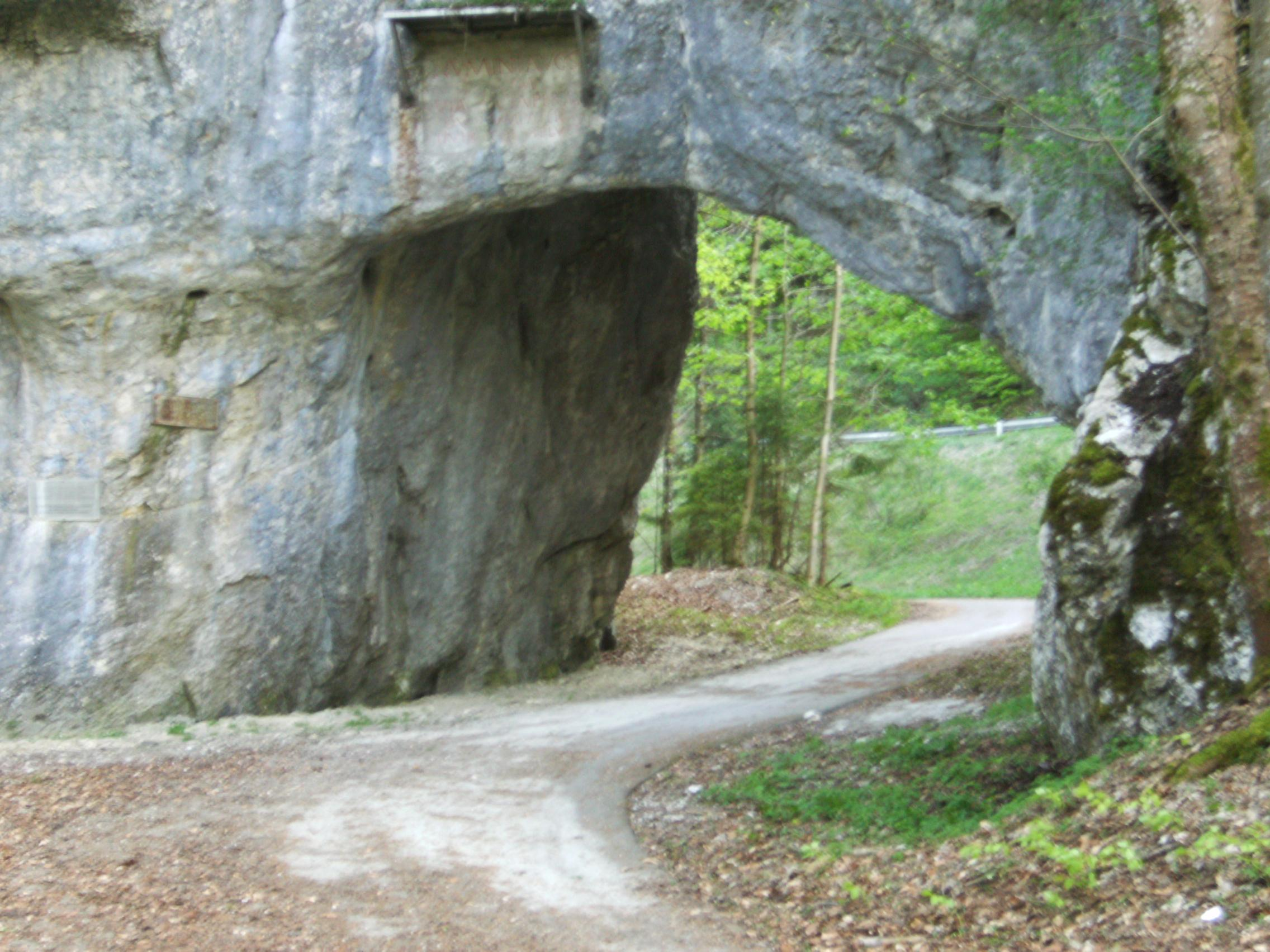
Tunnel romain du col de Pierre Pertuis
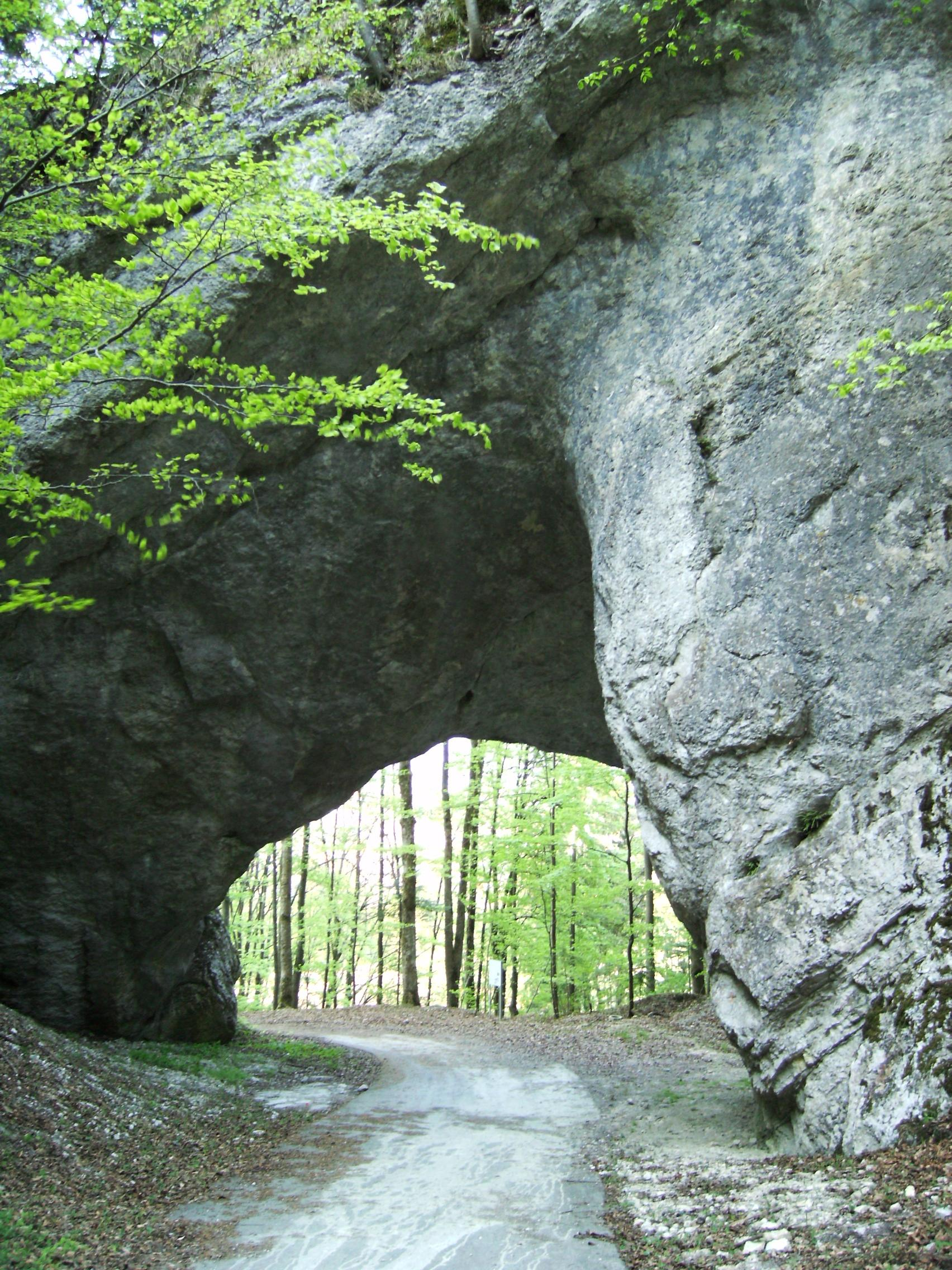
Tunnel romain du col de Pierre Pertuis
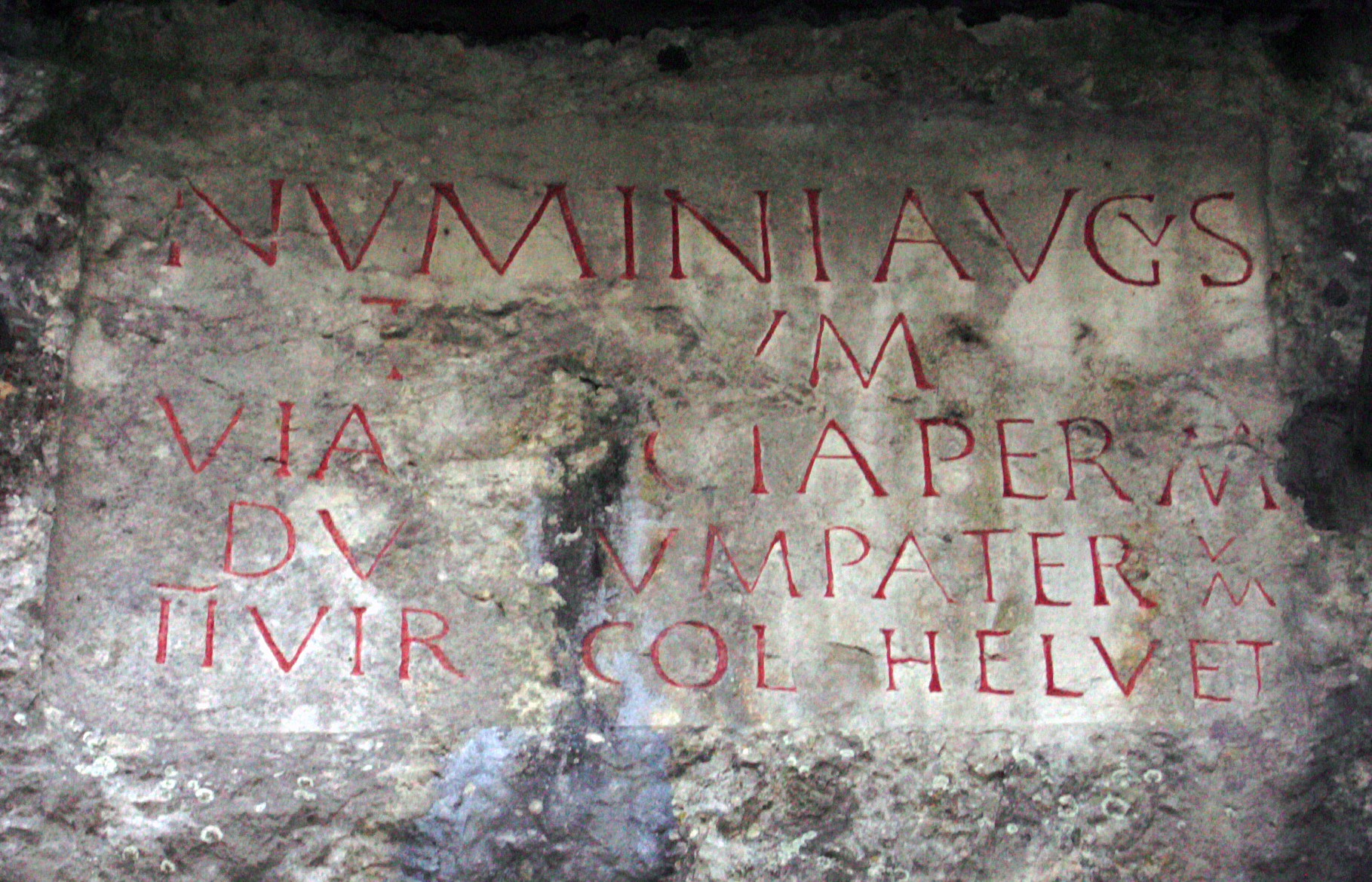
Inscription romaine à l'entrée du tunnel

#### Arco Felice
40° 50′ 45″ N, 14° 03′ 57″ E
L'Arco Felice est un passage routier voûté en maçonnerie, soutenant les parois d'une tranchée de la Voie Domitienne pratiquée dans le Monte Grillo, entre Cumes et Pouzzoles, près du lac d'Averne, dans la région de Naples. Il mesure 20 m de haut, et sa largeur est de 6 m. Il a été construit en 95.

### Grands tunnels de la région de Naples
En plus de l'Arco Felice, quatre longs tunnels routiers ont été creusés par les Romains, à partir du Ier siècle av. J.-C., dans le tuf volcanique des Champs Phlégréens, autour de Pouzzoles et de Cumes. Au moins deux d'entre eux sont attribués à l'ingénieur L. Cocceius Auctus, affranchi originaire de la région des Champs Phlégréens.
Les trois premiers sont liés au réseau d'aqueducs romains qui alimentait Naples et Pouzzoles (aqueduc de Serino).

#### Crypta Neapolitana
40° 49′ 47″ N, 14° 13′ 03″ E
La crypte Napolitaine est un vaste tunnel routier, construit au -Ier siècle pour relier rapidement Naples à Pouzzoles. Selon Strabon, les travaux furent menés par l'ingénieur L. Cocceius Auctus. Ses dimensions sont gigantesques : 705 m de long, 4,5 m de large et 5 m de haut. Il fut restauré à plusieurs reprises à partir de la Renaissance. On y a certainement pratiqué le culte de Mithra, si l'on en croit les fragments de bas-reliefs du IIIe – IVe siècle découverts à l'intérieur du tunnel (conservés au Musée archéologique national de Naples). La « crypte » ou « grotte », a été largement représentée par les artistes du XVIIIe et du XIXe siècle, avec la vue classique de l'immense mausolée connu sous le nom de « Tombeau de Virgile », à l'entrée du tunnel. Goethe a visité cet endroit romantique le 27 février 1787.

#### Grotta di Seiano
40° 48′ 00″ N, 14° 10′ 35″ E

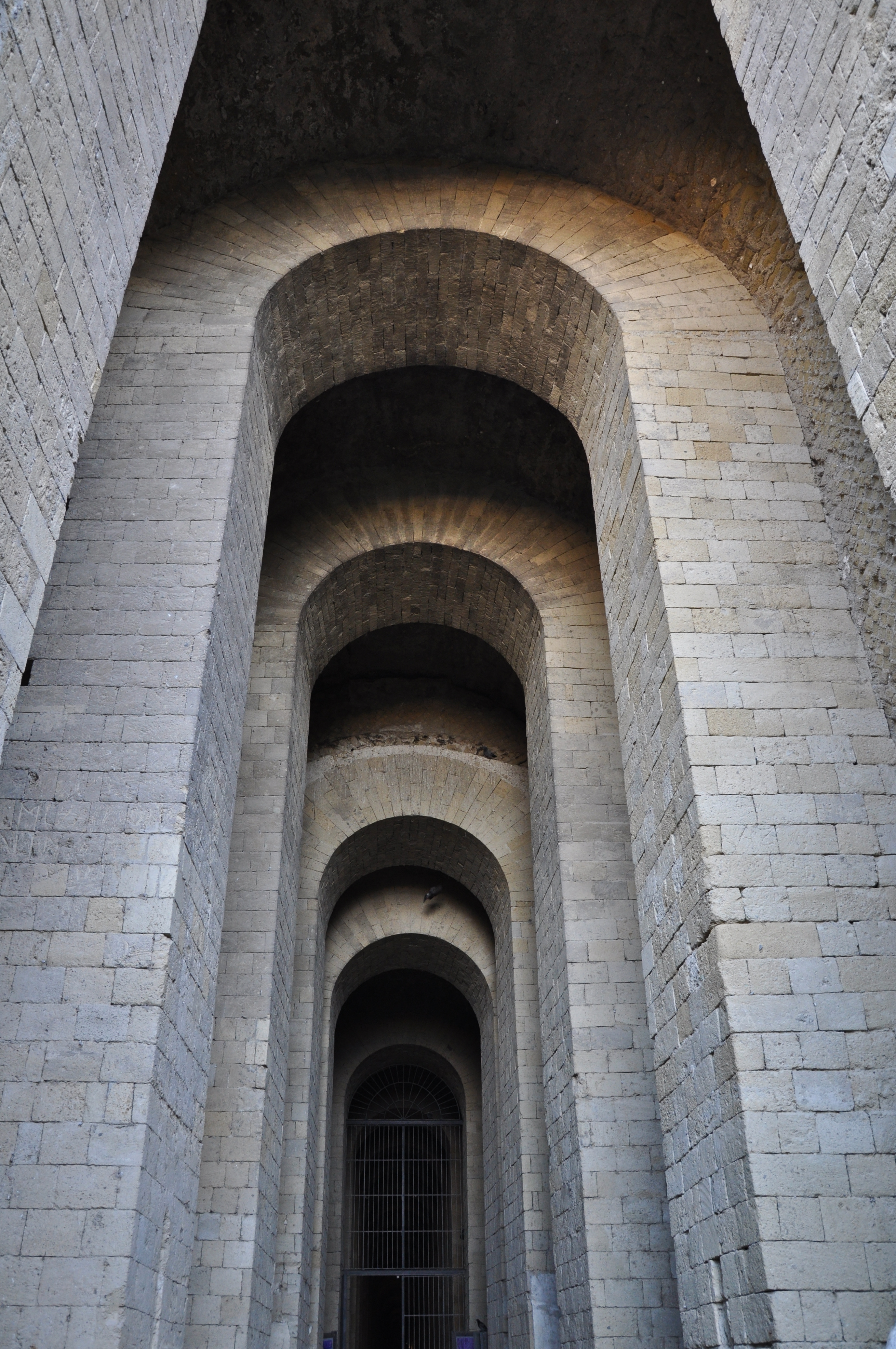
Grotte de Séjan

La Grotte de Séjan est un tunnel creusé dans la masse de tuf volcanique du Pausillipe, reliant la ville de Coroglio au vallon résidentiel de Gaiola, situé en bord de mer. Il est attribué à Séjan, ministre de Tibère. Abandonné au cours des siècles qui suivirent, il fut retrouvé en 1840. Remis en état, il continua à rendre des services. Durant la Seconde Guerre mondiale, il servit d'abri anti-aérien aux populations des environs. Puis il se dégrada à nouveau, jusqu'à sa restauration radicale au cours des années 1990.
Le tunnel, rectiligne, se développe sur une longueur de 770 m. Sa section est d'environ 2,2 m, bien qu'à l'entrée, les voûtes s'élèvent jusqu'à une hauteur de 14 m, de manière à donner un peu d'air et de lumière. Trois puits secondaires de 40, 29 et 129 m remplissent la même fonction. L'architecture interne comporte des arcs de maçonnerie et des parements divers, dont certains en opus reticulatum. Il y a lieu de penser que la pierre extraite a servi de matériau de construction pour les bâtiments alentour[Interprétation personnelle ?].

#### Grotta di Cocceio
40° 50′ 24″ N, 14° 04′ 14″ E

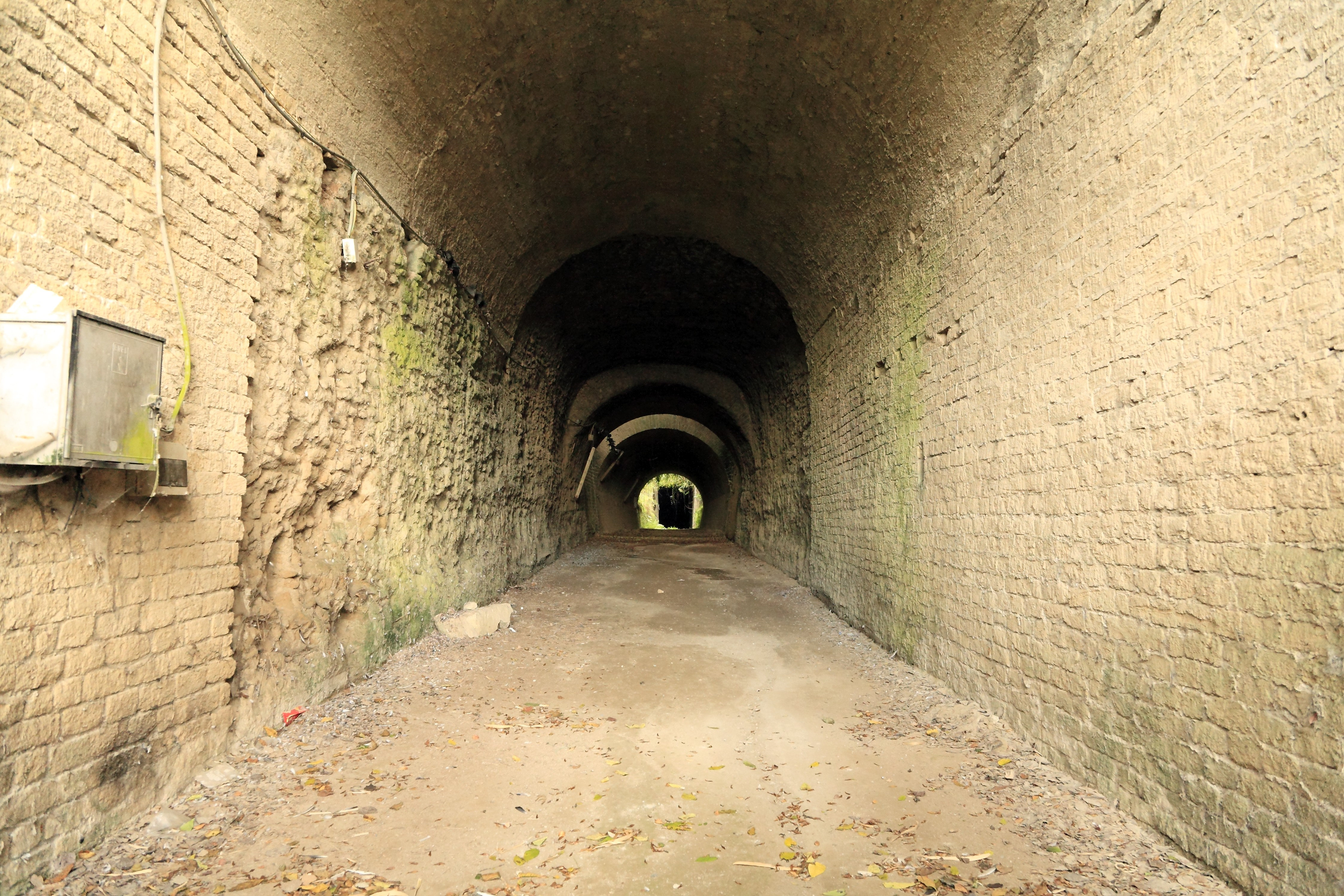
Grotta di Cocceio.

Plus à l'ouest, la grotte de Coccéius est un tunnel long d'environ 1 km, construit en -37 à l'initiative d'Agrippa. Il reliait Cumes au lac d'Averne, faisant partie des aménagements qui devaient faire du lac d'Averne un port militaire. La voûte en opus reticulatum est percée de six puits d'aération assurant aussi une fonction d'éclairage. Durant la Seconde Guerre mondiale, on y conserva des explosifs et une déflagration accidentelle endommagea gravement la voûte.

#### Crypta Romana
40° 50′ 27″ N, 14° 03′ 11″ E

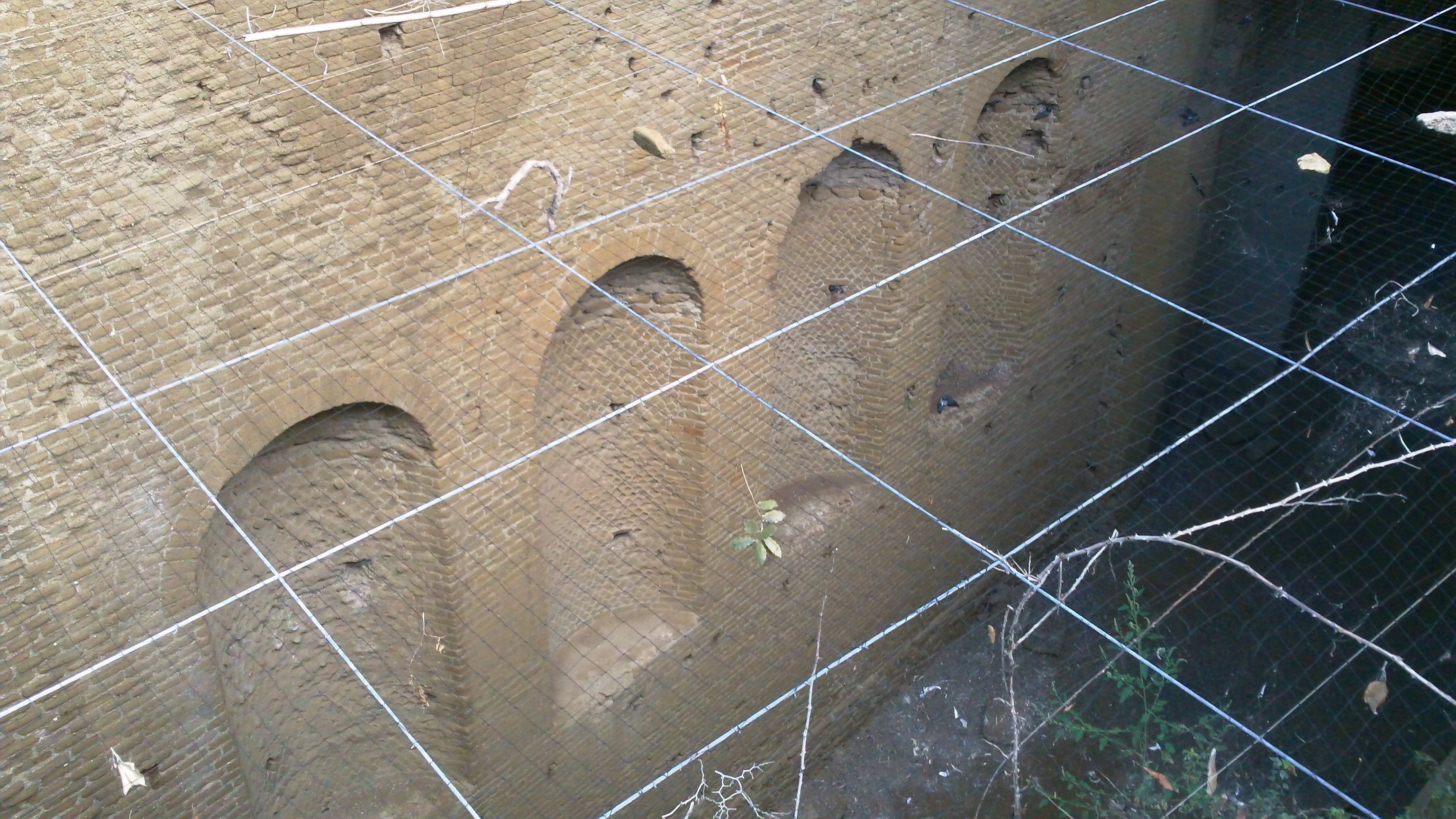
Crypta Romana

La Crypte romaine est un autre tunnel routier romain, percé d'ouest en est sous l'acropole de Cumes, qui reliait le port antique de Cumes à l'Arco Felice (sur la Voie Domitienne) et au lac d'Averne, vers Naples. Perdant de son intérêt stratégique après la réorganisation du port de Misène et l'abandon du projet de faire du lac d'Averne un port militaire, consécutivement à la Guerre Civile, il fut abandonné, servit de cimetière, et s'effondra sur une grande longueur, alors que le général byzantin Narsès, durant le siège de Cumes, au VIe siècle, voulait le rétablir pour faire entrer ses troupes dans la cité.
La Crypte romaine a été fouillée de 1925 à 1931 par l'archéologue italien Amedeo Maiuri. Elle est visible de nos jours sous la passerelle qui donne accès au site archéologique de l'acropole de Cumes.